# Joint (cannabis)
 For alternative betydninger, se Joint. (Se også artikler, som begynder med Joint)
En joint er en form for cigaret der indeholder cannabis i form af hash, pot, skunk eller lignende.
En joint laves ved at rulle et cigaretpapir til et konisk hylster. Indeholdet af cannabis kan være blandet med tobak. Nogle rister tobakken for at fjerne nikotinen og tjæren, og samtidig give mere smag til cannabissen.
I dag findes der mange forskellige typer marihuana joints, som man kan lave. De mest populære varianter omfatter den klassiske joint som nævnt ovenfor, men også en cross joint og en tulipan joint. Hver af disse tilbyder sin egen unikke oplevelse og effekt og kræver forskellige niveauer af øvelse og færdigheder for at rulle korrekt.
Den klassiske joint er den enkleste af alle joints og kræver minimal øvelse for at rulle korrekt. Den er lavet ved at rulle cannabis i papir eller andet materiale som f.eks. hampwrap i en cylindrisk form med filteret i den ene ende. Denne type joint er let at lave og håndtere.
Cross joints kræver på den anden side mere færdighed for at tilberede dem korrekt på grund af deres komplekse struktur. De skabes ved at rulle to separate joints sammen i form af et kors med en mindre joint placeret vandret oven på den længere joint. Dette giver brugerne mulighed for at tænde flere ender på én gang, hvilket forstærker de effekter, som denne type joint producerer - hvilket har gjort den meget berømt efter at være blevet vist i stonerfilmen Pineapple Express fra 2008 med Seth Rogen og James Franco i hovedrollerne.
Tulip Joints er opkaldt efter deres karakteristiske "tulipanformede" ende, som indeholder langt mere cannabis end almindelige joints, hvilket giver betydeligt mere potens, når de ryges. Denne sort er konstrueret af to stykker rullepapir, der er klistret sammen i den ene ende, så den ligner en tulipanblomst, når den er færdig.